# Syndrome de Dravet
 Mise en garde médicale
Le syndrome de Dravet (SD), décrit par Charlotte Dravet en 1978, anciennement connu sous le nom d'épilepsie myoclonique sévère de l'enfance (EMSN), est une maladie génétique autosomique dominante qui provoque une forme d'épilepsie rare et grave de l'enfant. Il est caractérisé par des crises d'épilepsie sévères et un retard de développement. Cette maladie rare est d'origine génétique et est causée par des mutations du gène SCN1A sur le chromosome 2 qui code la protéine du canal sodique Nav1.1.  

## Description

### Crises d'épilepsie
Le syndrome de Dravet se manifeste principalement par des crises d'épilepsie qui débutent avant l'âge de 1 an. Les crises sont souvent déclenchées par la fièvre et se diversifient avec l'âge. Les types de crises incluent des crises tonico cloniques, des myocloniques et des absences,. Ces crises peuvent être très sévères, certaines atteignant la forme d'état de mal épileptique, une situation où les crises se prolongent pendant plus de 30 minutes.

### Autres Manifestations
Outre les crises, le syndrome de Dravet peut entraîner un retard de développement, des troubles du comportement, des difficultés de coordination motrice (ataxie) et des troubles du langage. Environ la moitié des enfants touchés développent un déficit intellectuel sévère, et des troubles du sommeil et du comportement sont courants

## Diagnostic
Le diagnostic du syndrome de Dravet repose sur la reconnaissance de crises fébriles prolongées, souvent associées à des secousses musculaires violentes. En plus des critères cliniques, un test génétique pour détecter une mutation du gène SCN1A est effectué.

## Traitement et prises en charge

### Traitement Médical
Il n'existe pas de traitement curatif pour le syndrome de Dravet. Cependant, plusieurs médicaments peuvent être utilisés pour contrôler les crises. Le valproate, en association avec des benzodiazépines comme le clobazam, est généralement le traitement de première ligne. D'autres médicaments, comme le stiripentol, la fenfluramine ou le cannabidiol sont prescrits dans certains cas pour limiter les états de mal épileptique,,.

### Soutien et Rééducation
Les enfants atteints du syndrome de Dravet bénéficient souvent d'une prise en charge pluridisciplinaire, incluant la kinésithérapie, la psychomotricité, l'orthophonie et l'ergothérapie, pour améliorer leur développement moteur et cognitif. Des programmes éducatifs spécifiques sont mis en place pour aider les enfants à développer leurs capacités malgré les limitations du handicap.

## Recherche et Perspectives
La recherche sur le syndrome de Dravet se concentre sur l'amélioration des traitements existants et la découverte de nouveaux médicaments. Des études génétiques continuent d'explorer d'autres mutations qui pourraient être impliquées dans la maladie. L'objectif est de mieux comprendre les mécanismes sous-jacents du syndrome et d'améliorer la prise en charge à long terme.